# Ruch 23 Marca
Ruch 23 Marca (fr.: Mouvement du 23-Mars, M23; także jako Kongijska Armia Rewolucyjna) – kongijska organizacja rebeliancka złożona z dezerterów z armii narodowej, którzy są członkami plemienia Tutsi. Powołana 23 marca 2012 przez generała Bosco „Terminatora” Ntagandę, który podniósł następnie bunt przeciwko władzom Demokratycznej Republiki Konga. Ugrupowanie po tym jak Rwanda zaprzestała je wspierać, zostało rozbite przez Brygadę Interwencyjną ONZ i wojsko kongijskie, w wyniku czego 5 listopada 2013 ogłosiło zakończenie działań wojennych i demobilizację.

## Ugrupowanie
23 marca 2009 rebelianckie ugrupowanie Narodowy Kongres na rzecz Obrony Ludu (CNDP) dowodzone przez Lauranta Nkundę po przegranym powstaniu w prowincji Kiwu z lat 2004–2009, podpisało porozumienie pokojowe z rządem Demokratycznej Republiki Konga. CNDP została zalegalizowaną partią polityczną, a Ntaganda jako członek partii otrzymał posadę generała armii narodowej z oddziałem. Jednakże 23 marca 2012 w trzecią rocznicę postanowień pokojowych, Bosco Ntaganda założył własne opozycyjne ugrupowanie Ruch 23 Marca. Wpływ na to miały sfałszowane według opozycjonistów wybory generalne z 28 listopada 2011, które zdecydowanie wygrał prezydent Joseph Kabila. Tym samym układ Ntagandy i Kabili, który chronił go przed wydaniem do Trybunału w Hadze, zakończył się, a Ntaganda poniósł bunt w wojsku.
Generał Ntaganda jako wojskowy lider M23 wraz z 300 żołnierzami zdezerterował 4 kwietnia 2012 w prowincji Kiwu Północne. W wyniku tego 11 kwietnia 2012 prezydent Kabila wydał nakaz aresztowania Ntagandy, który podjął z ugrupowaniem walki partyzanckie. W październiku Ruch 23 Marca został przemianowany na Kongijską Armię Rewolucyjną, jednakże nazwa M23 była bardziej powszechna.
Kampanię wojenną na dużą skalę Ruch 23 Marca podjął w listopadzie 2012. Partyzanci wspierani przez Rwandę i Ugandę, uzbrojeni w moździerze 120 mm i noktowizory uzyskali przewagę nad armią kongijską, za którą stały oenzetowskie siły MONUSCO. Podczas zwycięskiego marszu Ruchu 23 Marca, do ugrupowania przyłączali się kolejni żołnierze, którzy dezerterowali z armii zasadniczej. Tym samym rebelianci zajęli 20 listopada 2012 Gomę, lecz po międzynarodowych rokowaniach partyzanci zaczęli się wycofywać z miasta pod koniec listopada 2012.
Warunkiem wycofania się rebeliantów M23 z Gomy, było przystąpienie rządu w Kinszasie do rokowań z rebeliantami. Po wstrzymaniu działań wojennych rozpoczęły się serie rozmów w Ugandzie, która pełniła rolę mediatora w konflikcie. Podczas rozmów podano powody buntu M23, czego powodem było spełnienie przez prezydenta Kabilę jedynie 23 z 35 zobowiązań zapisanych w porozumieniach pokojowych z 23 marca 2009. Rząd kongijski zaproponował przyznanie rebeliantom amnestii i by wszyscy buntownicy z rangą majora lub niższą przeszli dodatkowe szkolenie i ponownie wstąpili w szeregi armii. Oficerom wyższego stopnia zaproponowano wojskowe emerytury. Bosco Ntaganda miałby być postawiony przed sądem za zarzucane mu czyny. M23 zażądało z kolei rewizji wyborów prezydenckich z 2011. Obie strony nie zaakceptowały powyższych propozycji i żądań, toteż rozmowy na początku 2013 utknęły w martwym punkcie, a sytuacja w Kiwu znowu stała się niepewna i niestabilna.
W czasie rokowań w Kampali i Addis Abebie doszło do wewnętrznego rozłamu wśród ugrupowania M23. Przeciwko Bosco Ntagandzie i biskupowi Jean-Marie Runiga Lugerero, będącemu przywódcą politycznym M23, wystąpił Sultani Makenga wraz ze swoimi poplecznikami. Przyczyną napięcia wśród buntowników były odmienne stanowiska co do wycofania się z Gomy i toczących się wówczas rozmów pokojowych. Bosco Ntaganda ponownie chciał przejąć kontrolę nad Gomą, z kolei Makenga był ostrożniejszym dowódcą, który był skory przyjąć porozumienie z Addis Abeby. Runiga Lugerero oskarżył Makengę o układ z Kabilą i misję pojmania dowódców M23.
W efekcie bratobójczego konfliktu, do którego przyczyniło się brak wsparcia ze strony Rwandy, po sankcjach nakładanych przez państwa zachodnie na ten kraj, 18 marca 2013 Bosco Ntaganda pojawił się w ambasadzie USA w Kigali, stolicy Rwandy. Departament Stanu USA poinformował, że generał oddał się ręce amerykańskich dyplomatów i chce zostać przekazany Międzynarodowemu Trybunałowi Karnemu w Hadze. Po poddaniu się przez Ntagandę, wojskowym liderem M23 został Sultani Makenga, a politycznym  Bertrand Bisimwa.. W maju 2013 partyzanci ponownie podjęli walkę. W lipcu 2013 ONZ utworzyło Brygady Interwencyjne, które zostały wysłane do prowincji Kiwu, by stłumić powstanie M23. Działania ofensywne ONZ i armii kongijskiej doprowadziły do rozbicia struktur rebeliantów i ogłoszenia zakończenia działań wojennych, co miało miejsce 5 listopada 2013.